# Nucleaire pulsvoortstuwing

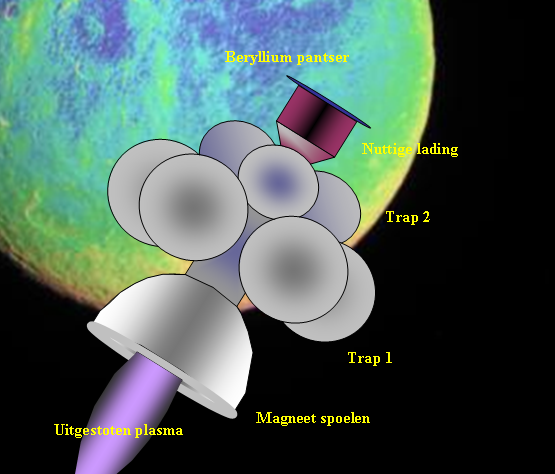
Daedalus ruimtevaartuig, een voorbeeld van nuclaire voortstuwing

Nucleaire pulsvoortstuwing (ook wel externe plasma-aandrijving, zoals het laatst is geformuleerd in een rapport van NASA) is een methode om een raket aan te drijven. Ze gebruikt nucleaire explosies voor stuwkracht. Het eerste project voor een raket met nucleaire voortstuwing was Project Orion, na een suggestie van Stanislaw Ulam in 1947. Daarna volgden projecten als het beroemde Project Daedalus, en het minder bekende project Longshot.

## Project Orion
Project Orion was de eerste serieuze poging om een raket te ontwikkelen die werd aangedreven door nucleaire voortstuwing. Het idee van het Project Orion was om kleine, snel opeenvolgende nucleaire explosies te laten zorgen voor de stuwkracht.

## Project Daedalus
Project Daedalus werd opgezet tussen 1973 en 1978 en werd ontworpen door de British Interplanetary Society (BIS). Ze probeerden een uitvoerbaar ontwerp te maken voor een razendsnel, onbemand ruimteschip. Het doel was in een mensenleven (50 jaar) de dichtstbijzijnde ster te bereiken (Proxima Centauri). De stuwkracht zou moeten voortkomen uit verscheidene, nucleaire reacties (kernfusie, in dit geval). De brandstof zou Helium-3 zijn dat verzameld zou worden bij de planeet Jupiter.

## Project Longshot
Project Longshot was een door NASA gesponsord project in de vroege jaren 90. Het leek een beetje op Project Deadalus alleen was het toch iets anders. Het was iets revolutionairder en moderner. Het verschil zat hem in het feit dat deze raket ook nog iets anders met de nucleaire reactie ging doen. Hij zou van die nucleaire reactie een laserstraal maken die zou communiceren met de Aarde. In theorie zou de raket een snelheid kunnen hebben van 13.411 km/sec.